# Septfontaines (Doubs)
Pour les articles homonymes, voir Septfontaines.
Septfontaine [sɛfɔ̃tɛn], généralement écrit Septfontaines, est une commune française située dans le département du Doubs, la région culturelle et historique de Franche-Comté et la région administrative Bourgogne-Franche-Comté.

## Géographie

### Climat
Pour des articles plus généraux, voir Climat de la Bourgogne-Franche-Comté et Climat du Doubs.
En 2010, le climat de la commune est de type climat de montagne, selon une étude du Centre national de la recherche scientifique s'appuyant sur une série de données couvrant la période 1971-2000. En 2020, Météo-France publie une typologie des climats de la France métropolitaine dans laquelle la commune est dans une zone de transition entre le climat semi-continental et le climat de montagne et est dans la région climatique  Jura, caractérisée par une forte pluviométrie en toutes saisons (1 000 à 1 500 mm/an), des hivers rigoureux et un ensoleillement médiocre. 
Pour la période 1971-2000, la température annuelle moyenne est de 7,6 °C, avec une amplitude thermique annuelle de 16,3 °C. Le cumul annuel moyen de précipitations est de 1 488 mm, avec 13,3 jours de précipitations en janvier et 10,6 jours en juillet. Pour la période 1991-2020, la température moyenne annuelle observée sur la station météorologique de Météo-France la plus proche, « Coulans », sur la commune d'Éternoz à 12 km à vol d'oiseau, est de 10,5 °C et le cumul annuel moyen de précipitations est de 1 259,2 mm. 
La température maximale relevée sur cette station est de 38,7 °C, atteinte le 24 août 2023 ; la température minimale est de −18,9 °C, atteinte le 20 décembre 2009,,. 
Les paramètres climatiques de la commune ont été estimés pour le milieu du siècle (2041-2070) selon différents scénarios d'émission de gaz à effet de serre à partir des nouvelles projections climatiques de référence DRIAS-2020. Ils sont consultables sur un site dédié publié par Météo-France en novembre 2022.

## Urbanisme

### Typologie
Au 1er janvier 2024, Septfontaines est catégorisée commune rurale à habitat dispersé, selon la nouvelle grille communale de densité à 7 niveaux définie par l'Insee en 2022.
Elle est située hors unité urbaine. Par ailleurs la commune fait partie de l'aire d'attraction de Pontarlier, dont elle est une commune de la couronne,. Cette aire, qui regroupe 54 communes, est catégorisée dans les aires de moins de 50 000 habitants,.

### Occupation des sols
L'occupation des sols de la commune, telle qu'elle ressort de la base de données européenne d’occupation biophysique des sols Corine Land Cover (CLC), est marquée par l'importance des territoires agricoles (57,4 % en 2018), en diminution par rapport à 1990 (60,7 %). La répartition détaillée en 2018 est la suivante : prairies (34,3 %), forêts (27,2 %), zones agricoles hétérogènes (23,1 %), milieux à végétation arbustive et/ou herbacée (13,9 %), zones urbanisées (1,5 %). L'évolution de l’occupation des sols de la commune et de ses infrastructures peut être observée sur les différentes représentations cartographiques du territoire : la carte de Cassini (XVIIIe siècle), la carte d'état-major (1820-1866) et les cartes ou photos aériennes de l'IGN pour la période actuelle (1950 à aujourd'hui).

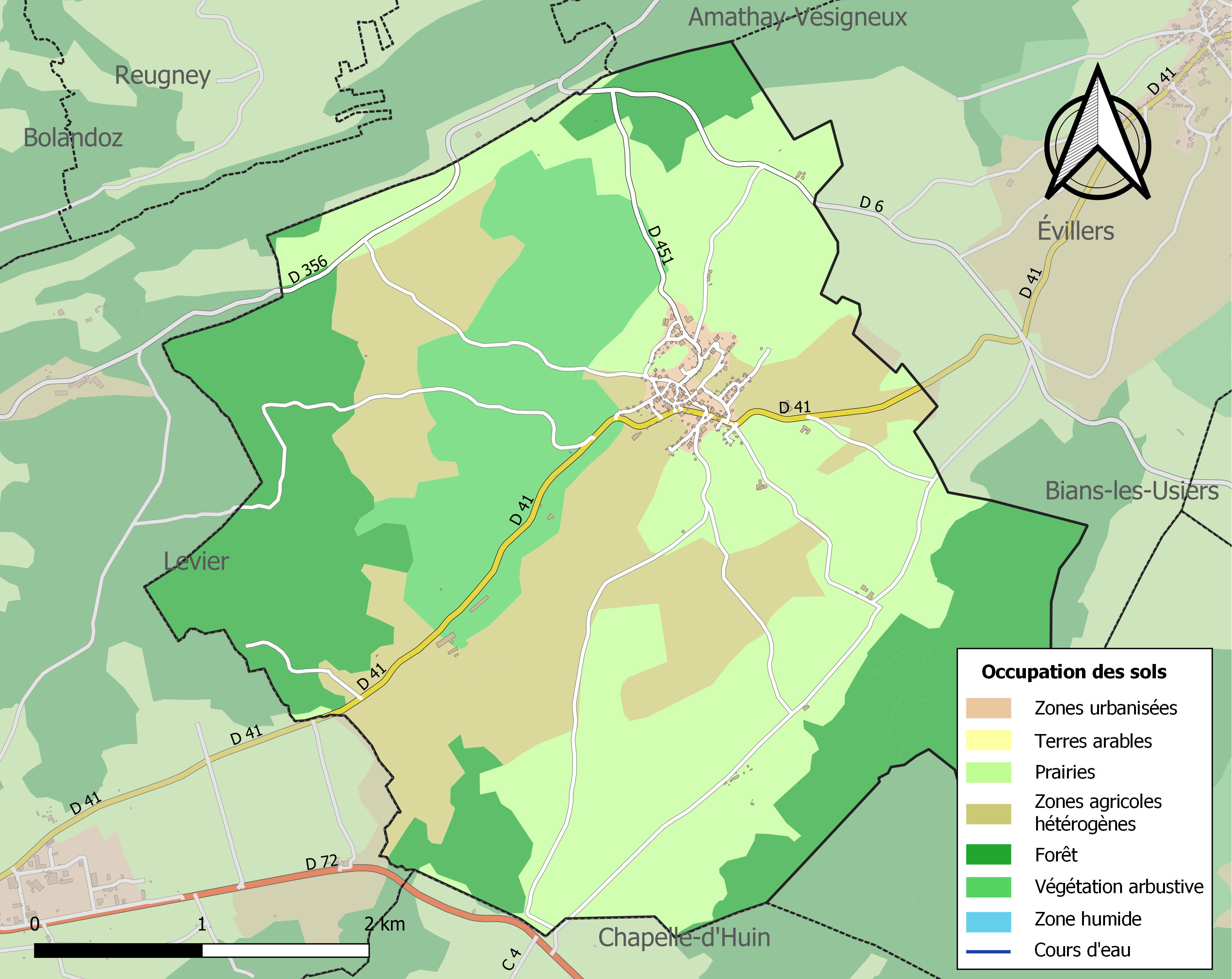
Carte des infrastructures et de l'occupation des sols de la commune en 2018 (CLC).

## Toponymie
Satfontaines en 1248 ; Satfontaynes en 1258 ; Saptfonteines en 1265 ; Septfontaynes en 1281 ; Septfontaine en 1614.
Le nom officiel de la commune, rappelé sur son site internet et les panneaux d'entrée d'agglomération, est "Septfontaine", mais par association avec le chiffre "sept", il est souvent orthographié "Septfontaines", y compris sur les cartes IGN et des sites officiels comme l'insee, bien qu'il n'y ait justement pas eu de fontaines ni source dans le village. Il convient de noter à ce propos que "Septfontaine" est précisément la transcription française du patois signifiant "sans fontaine", que l'on prononce, d'ailleurs "sèfontaine".

## Histoire
Le village est situé en bordure de l'ancienne route royale Besançon - Pontarlier par Ornans.

Les restes de sainte Victoire, martyrisée en 249 ou 253, qui furent découverts dans les catacombes romaines en 1836, ont été remis à l’abbé Bourgeois, curé de Septfontaine, qui se trouvait alors en Italie. La translation des reliques conduisit celles-ci à Septfontaine en juin 1838 où elles firent l'objet de pèlerinages.

## Église
L'église romane, datant du XIIe siècle a été transformée au XVe , adoptant un style gothique attesté par la présence de trois travées avec croisées d'ogives et la construction de chapelles latérales, formant les bas-côtés. Le chœur est remanié en 1731, et une chapelle est ajoutée en 1748. L'entrée se situe dans un porche octogonal accolé à la tour clocher du XVe.
Les éléments remarquables sont : le maitre-autel et son retable, œuvre d'Augustin Fauconnet, les 14 toiles du chemin de croix peintes, en 1938, par Robert Fernier en s'inspirant du visage de certains habitants du village qui est représenté à la 6e station,. L'église est inscrite aux monuments historiques depuis 1926,.

## Politique et administration
| Période                                  | Période                   | Identité                                        | Étiquette | Qualité                                |
| ---------------------------------------- | ------------------------- | ----------------------------------------------- | --------- | -------------------------------------- |
| avant 1988                               | ?                         | Paul Souvet                                     |           |                                        |
| mars 2001                                | 2008                      | Joël Fleury                                     |           |                                        |
| mars 2008                                | En cours (au 31 mai 2020) | Christian Ratte, Réélu pour le mandat 2020-2026 | DVD       | Président de la Communauté de Communes |
| Les données manquantes sont à compléter. |                           |                                                 |           |                                        |

## Démographie
L'évolution du nombre d'habitants est connue à travers les recensements de la population effectués dans la commune depuis 1793. Pour les communes de moins de 10 000 habitants, une enquête de recensement portant sur toute la population est réalisée tous les cinq ans, les populations de référence des années intermédiaires étant quant à elles estimées par interpolation ou extrapolation. Pour la commune, le premier recensement exhaustif entrant dans le cadre du nouveau dispositif a été réalisé en 2004.

En 2022, la commune comptait 383 habitants, en évolution de +4,36 % par rapport à 2016 (Doubs : +1,88 %, France hors Mayotte : +2,11 %).
| 1793 | 1800 | 1806 | 1821 | 1831 | 1836 | 1841 | 1846 | 1851 |
| ---- | ---- | ---- | ---- | ---- | ---- | ---- | ---- | ---- |
| 509  | 432  | 478  | 463  | 515  | 539  | 549  | 547  | 551  |

| 1856 | 1861 | 1866 | 1872 | 1876 | 1881 | 1886 | 1891 | 1896 |
| ---- | ---- | ---- | ---- | ---- | ---- | ---- | ---- | ---- |
| 475  | 482  | 517  | 478  | 501  | 501  | 454  | 442  | 430  |

| 1901 | 1906 | 1911 | 1921 | 1926 | 1931 | 1936 | 1946 | 1954 |
| ---- | ---- | ---- | ---- | ---- | ---- | ---- | ---- | ---- |
| 416  | 362  | 298  | 306  | 332  | 305  | 318  | 319  | 312  |

| 1962 | 1968 | 1975 | 1982 | 1990 | 1999 | 2004 | 2006 | 2009 |
| ---- | ---- | ---- | ---- | ---- | ---- | ---- | ---- | ---- |
| 297  | 276  | 254  | 236  | 233  | 254  | 277  | 280  | 290  |

| 2014 | 2019 | 2022 | - | - | - | - | - | - |
| ---- | ---- | ---- | - | - | - | - | - | - |
| 352  | 371  | 383  | - | - | - | - | - | - |

## Lieux et monuments
- La piste de karting, de renommée internationale ;

- L'église Saint-Nicolas.

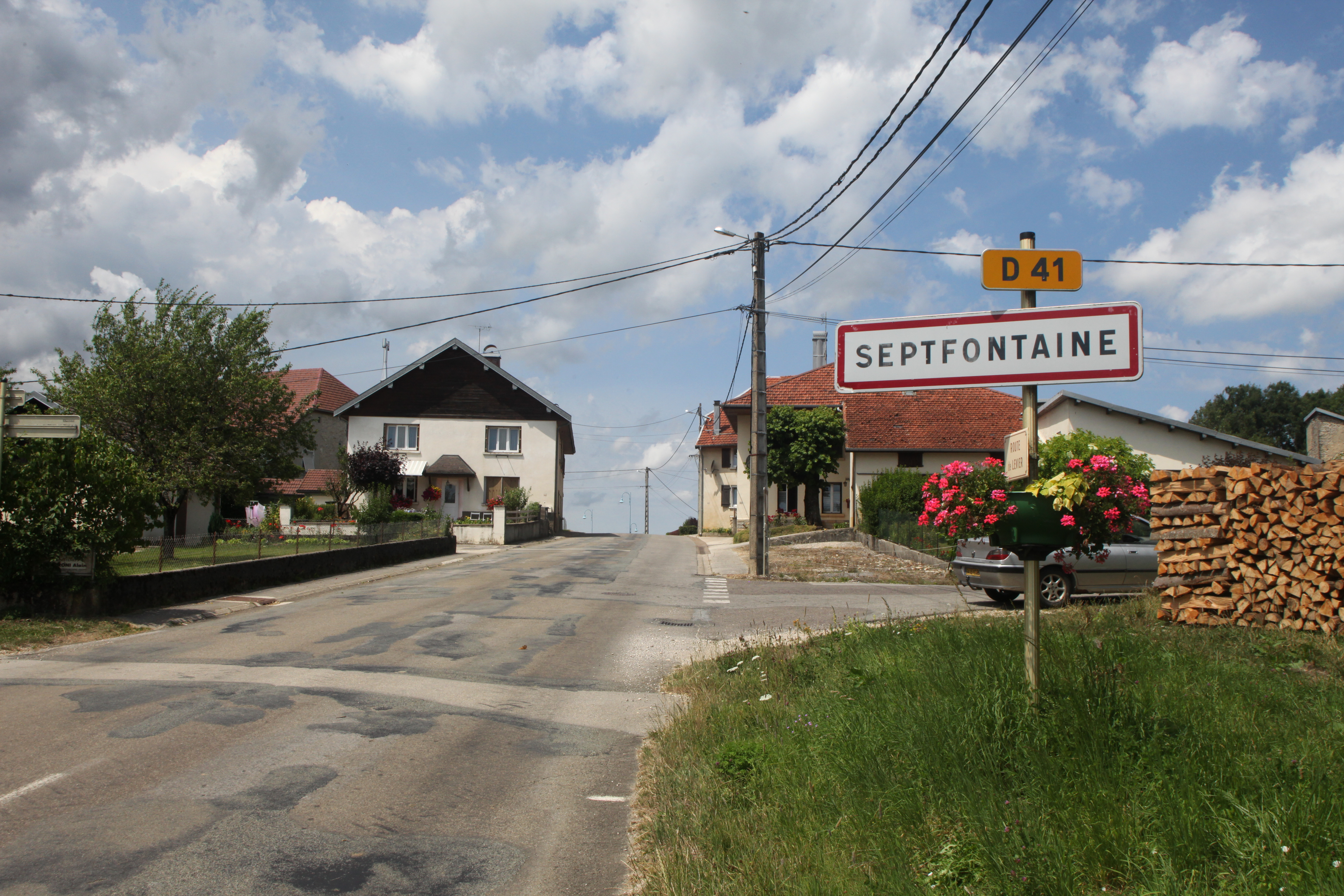
Entrée de la commune.
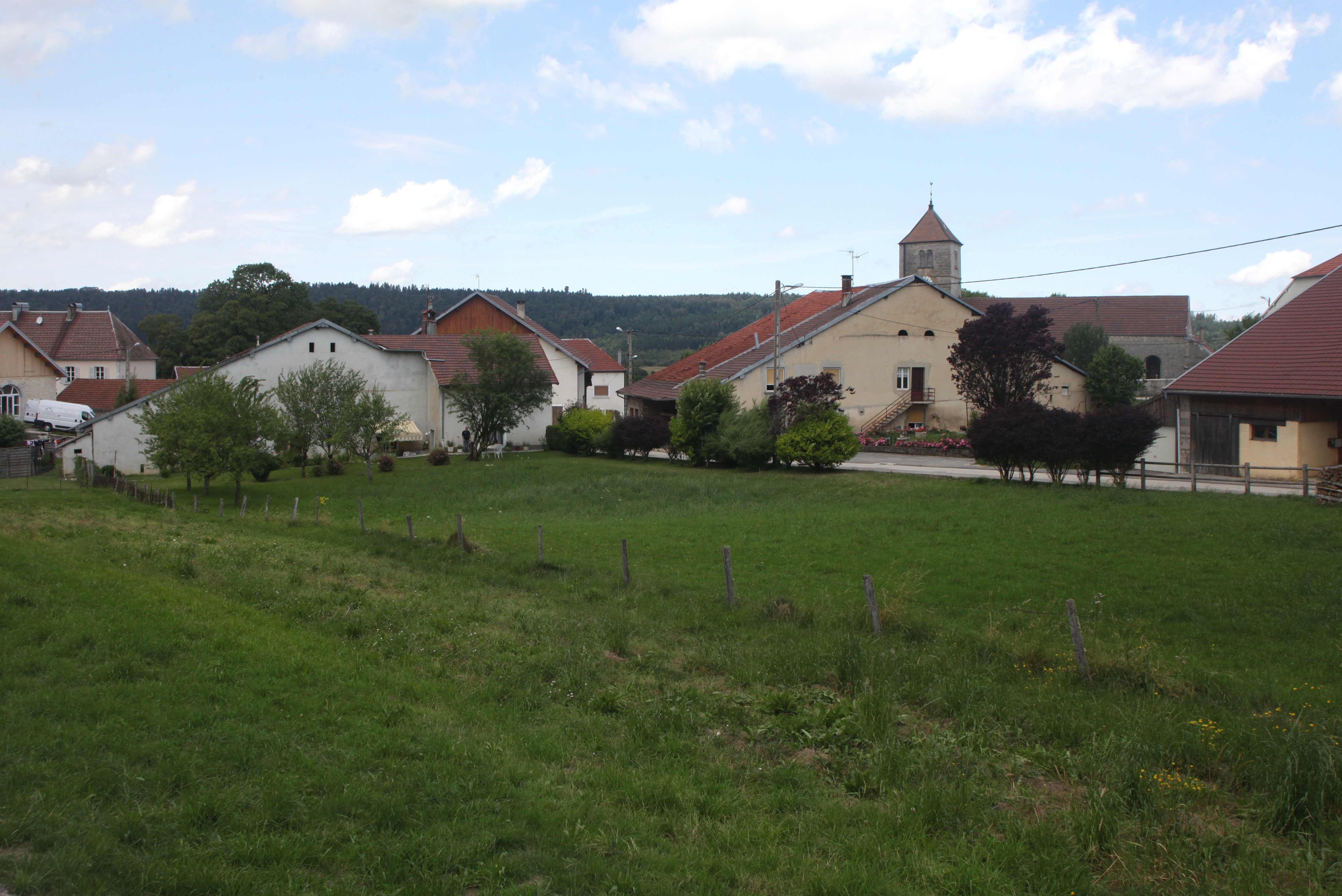
Vue du centre.
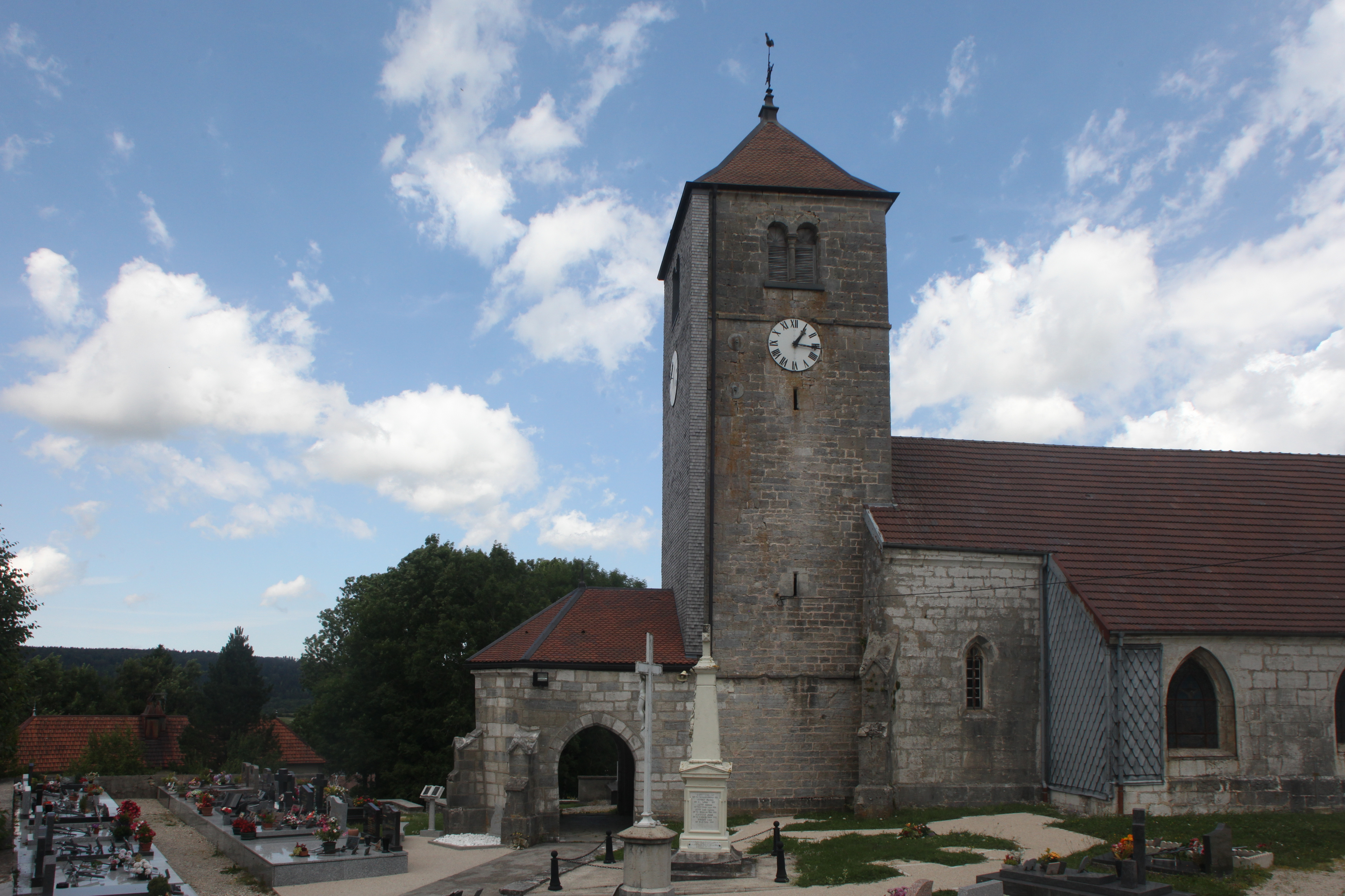
Église.
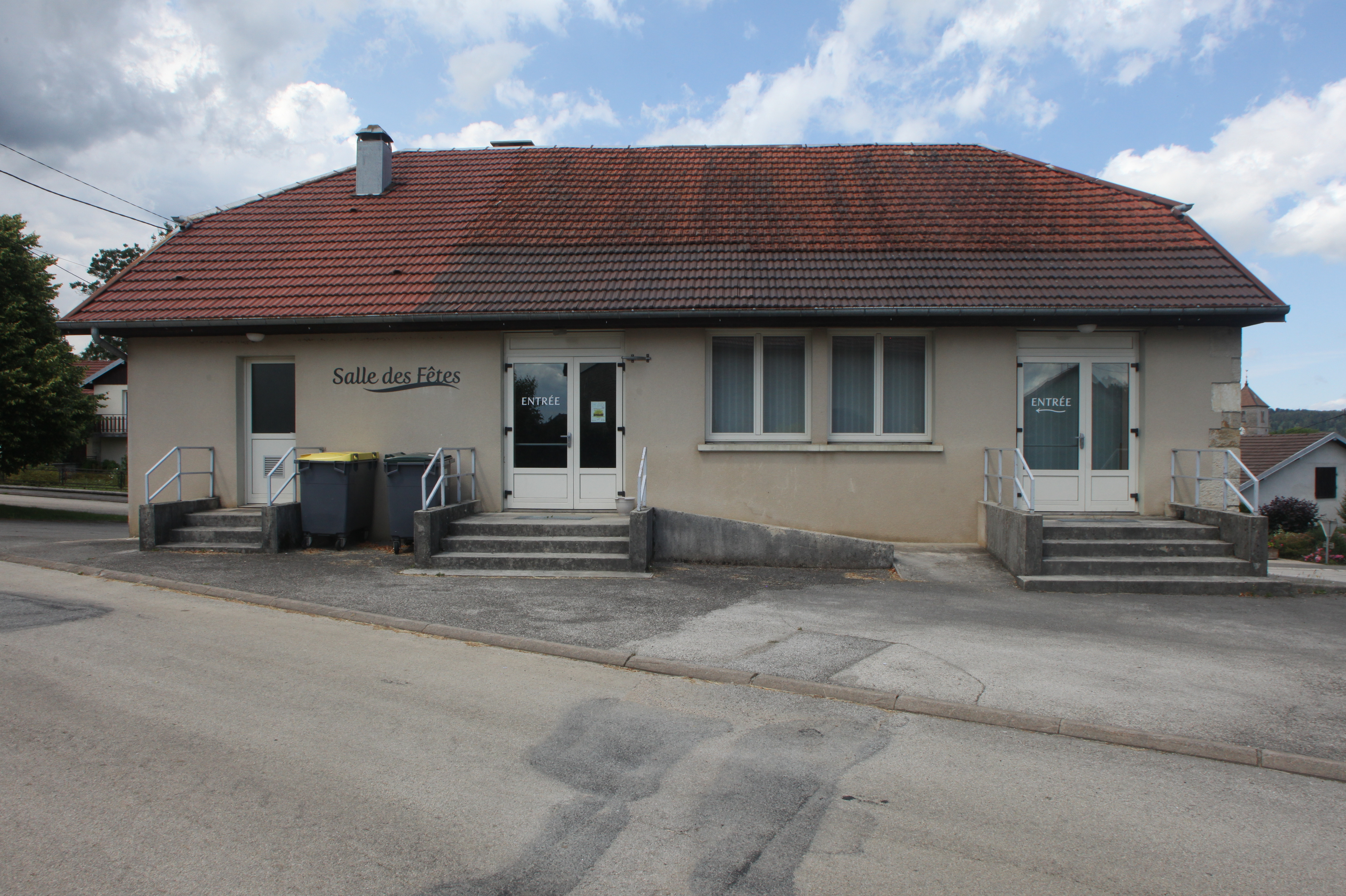
Salle des fêtes.